# Kněžice (Jihlavai járás)
Kněžice település Csehországban, Jihlavai járásban. Kněžice Opatov, Brtnice, Heraltice, Zašovice, Hrutov, Radonín és Předín településekkel határos. Lakosainak száma 1402 fő (2024. január 1.).

## Népesség
A település lakosságának változását az alábbi diagram mutatja:
| Lakosok száma | 1537 | 1517 | 1372 | 1174 | 1314 | 1420 | 1389 | 1360 | 1355 | 1402 |
|               | 1869 | 1890 | 1921 | 1950 | 1980 | 2001 | 2017 | 2019 | 2022 | 2024 |